# Kyle Sweet
Kyle Matthew Sweet (Dove Canyon, 31 dicembre 1996) è un ex giocatore di football americano statunitense, che ha giocato come wide receiver.
Dopo aver giocato per la squadra universitaria statunitense degli Washington State Cougars, nel 2022 si trasferisce in ELF, prima con i Barcelona Dragons e poi con i Paris Musketeers.